# Анура
Анура (лат. Anura, от др.-греч. ἀν — «без» и οὐρά — «хвост») — монотипный род многолетних травянистых растений семейства Астровые (Asteraceae). Включает единственный вид — Анура бледнозелёная (Anura pallidivirens).

## Распространение
Эндемик Памиро-Алая (Нуратинские горы: Койташ, Мальгузарские горы, бассейн реки Санзар, посёлок Янгоклы, Актау): Узбекистан (Джизакская и Навоийская области).

## Охрана
Внесён в Красную книгу Узбекистана с охранным статутом 1 (очень редкий эндемичный вид и род Нуратинского хребта).

## Синонимы
Рода
- Arctium sect. Anura (Juz.) S.López, Romasch., Susanna & N.Garcia (2011)
- Cousinia sect. Anura Juz. (1940)basionym

Вида
- Arctium pallidivirens (Kult.) S.López, Romasch., Susanna & N.Garcia (2011)
- Cousinia pallidivirens Kult. (1929)basionym